# Фидлер, Йенс
Йенс Фи́длер (нем. Jens Fiedler; 16 июля 1965, Айзенхюттенштадт) — немецкий гребец-байдарочник, выступал за сборную ГДР в середине 1980-х годов. Чемпион мира, чемпион международного турнира «Дружба-84», многократный победитель регат национального значения.

## Биография
Йенс Фидлер родился 16 июля 1965 года в городе Айзенхюттенштадте (ныне: федеральная земля Бранденбург). Первого серьёзного успеха на международном уровне добился в 1983 году, когда одержал победу на юниорском чемпионате Европы в польском городе Быдгощ. Благодаря этой победе попал в основной состав национальной сборной ГДР по гребле.
Как член сборной в 1984 году должен был участвовать в летних Олимпийских играх в Лос-Анджелесе, однако страны социалистического лагеря по политическим причинам бойкотировали эти соревнования, и вместо этого он выступил на альтернативном турнире «Дружба-84» в Восточном Берлине, где тоже имел успех, в частности, вместе со своими партнёрами, гребцами Хансом-Йоргом Близенером, Петером Хемпелем и Рюдигером Хельмом, стал чемпионом в четвёрках на тысяче метрах и бронзовым призёром в двойках на пятистах метрах.
В 1986 году Фидлер побывал на чемпионате мира в канадском Монреале, откуда привёз награды золотого и серебряного достоинства, выигранные в четвёрках на дистанциях 500 и 1000 метров соответственно, при этом его партнёрами были Андреас Штеле, Гуидо Белинг, Ханс-Йорг Близенер и Томас Фаске. Вскоре после этих соревнований он принял решение завершить спортивную карьеру, уступив место в сборной молодым немецким гребцам.